# Cimetière d'Auvers-sur-Oise

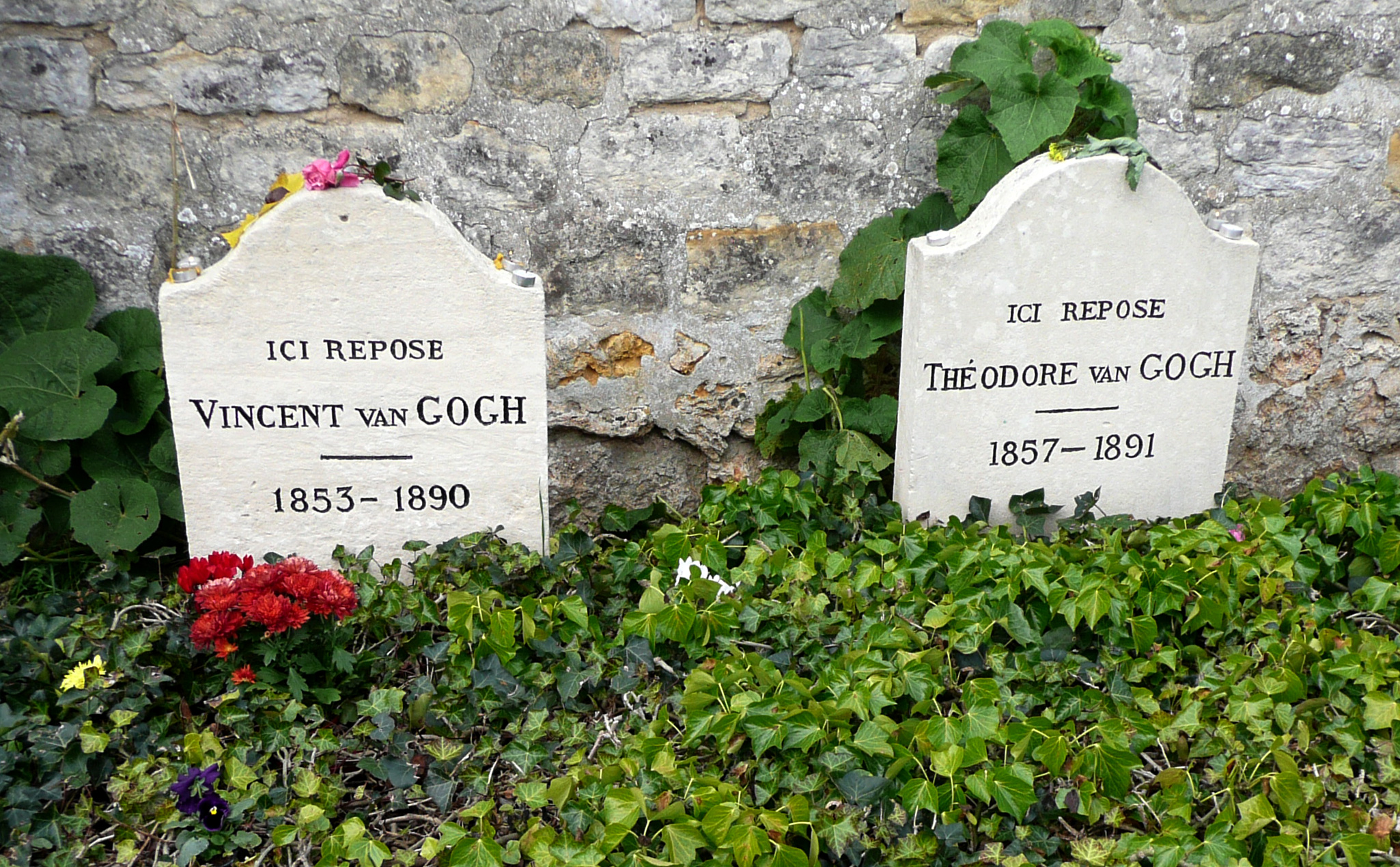
Tombes de Vincent et Théo van Gogh, contre le mur d'enceinte.

Le cimetière d'Auvers-sur-Oise se trouve dans le Vexin (Val-d'Oise) à Auvers-sur-Oise, à 30 kilomètres au nord de Paris. Il est fameux pour abriter les tombes de Théo et Vincent van Gogh (qui demeura au village les soixante-dix derniers jours de sa vie), mais pas uniquement car un certain nombre d'artistes y sont aussi inhumés.

## Histoire et description
Le cimetière se trouvait à l'origine sur le terre-plein immédiatement au sud de l'église Notre-Dame. Devenu bien trop exigu pour la population d'alors, il fut déplacé au nord du village en 1858 et les tombes anciennes transférées en 1875 ; il forme un quadrilatère. On y accède par un portail de fer forgé sous un grand arc de pierre. Le cimetière se trouve dans les champs à la sortie du village.  

## Personnalités inhumées
- Émile Boggio (1857-1920), peintre postimpressionniste,
- Léonide Bourges (1838-1910), peintre, élève de Daubigny,
- Madame Chevalier, gouvernante et cuisinière de la famille du docteur Gachet avec un médaillon de bronze signé L. van Ryssel[3],
- Guillaume Cornelis van Beverloo, dit Corneille (1922-2010), peintre,
- Otto Freundlich (1878-1943), peintre ; c'est un cénotaphe car il est mort au camp de Sobibor, son épouse, Jeanne Kosnick-Kloss, peintre et sculptrice, repose dans cette sépulture,
- Norbert Gœneutte (1854-1894), peintre (tombe avec obélisque),
- Douglas Jones (1926-1964), peintre,
- Fanny-Louise Lecomte (1836-1894), peintre, élève de Carolus-Duran, tombe avec une sculpture Art nouveau,
- Achraf Al-Sadat Mortezaï dite Marzieh (1924-2010), chanteuse iranienne,
- Eugène Murer (1846-1906), restaurateur à Auvers-sur-Oise, modèle de Renoir, puis peintre,
- Éliane Richepin (1910-1999), pianiste,
- Charles Sprague Pearce (1852-1914), peintre américain, élève de Bonnat,
- Théodore van Gogh (1857-1885), marchand d'art, frère de Vincent van Gogh,
- Vincent van Gogh (1853-1890), peintre[4],
- Jean-Baptiste Yollant (1852-1894), architecte, tombe ornée d’un médaillon réalisé par Léon Fagel[2],[3].

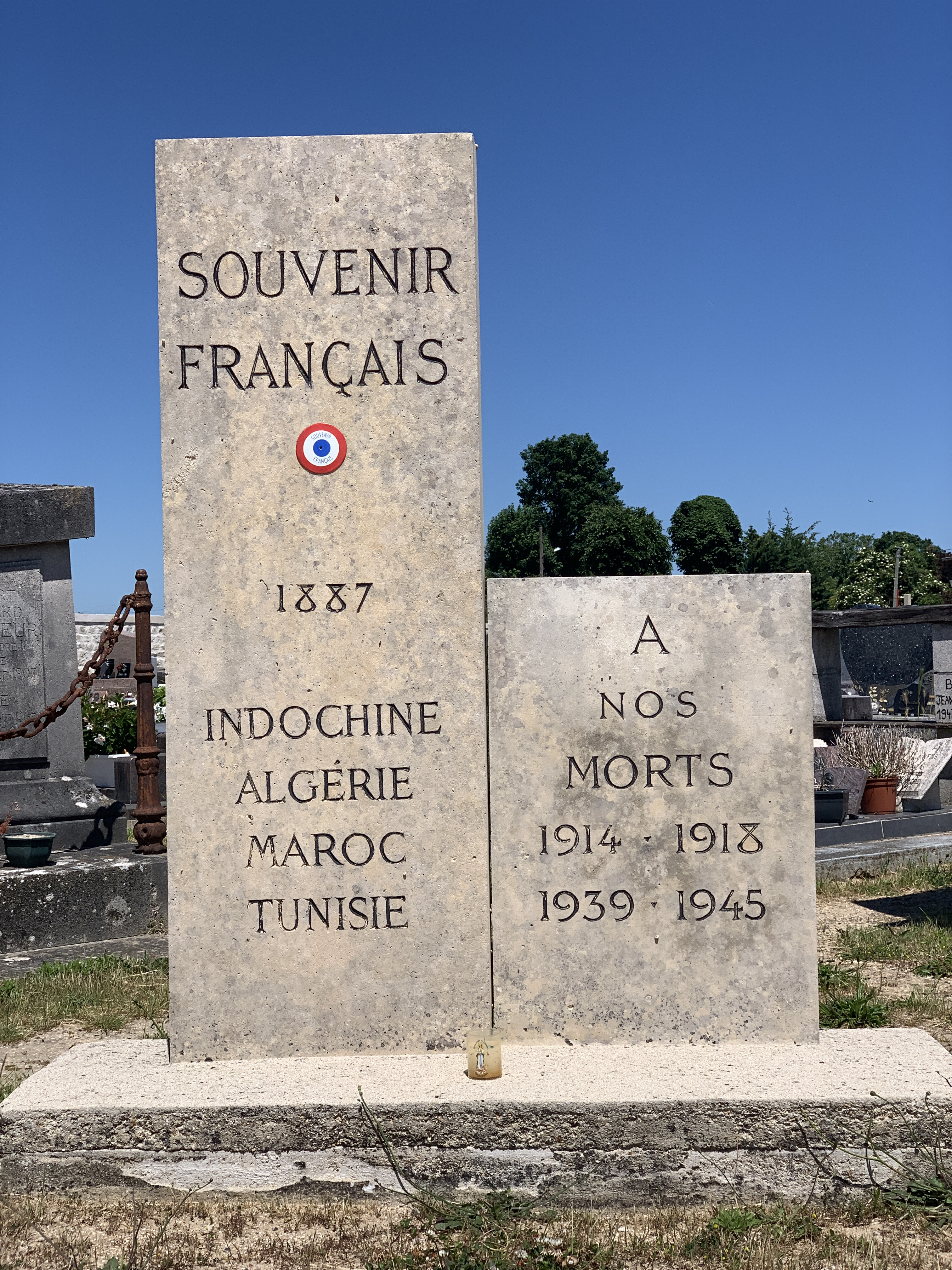
Monument du Souvenir français
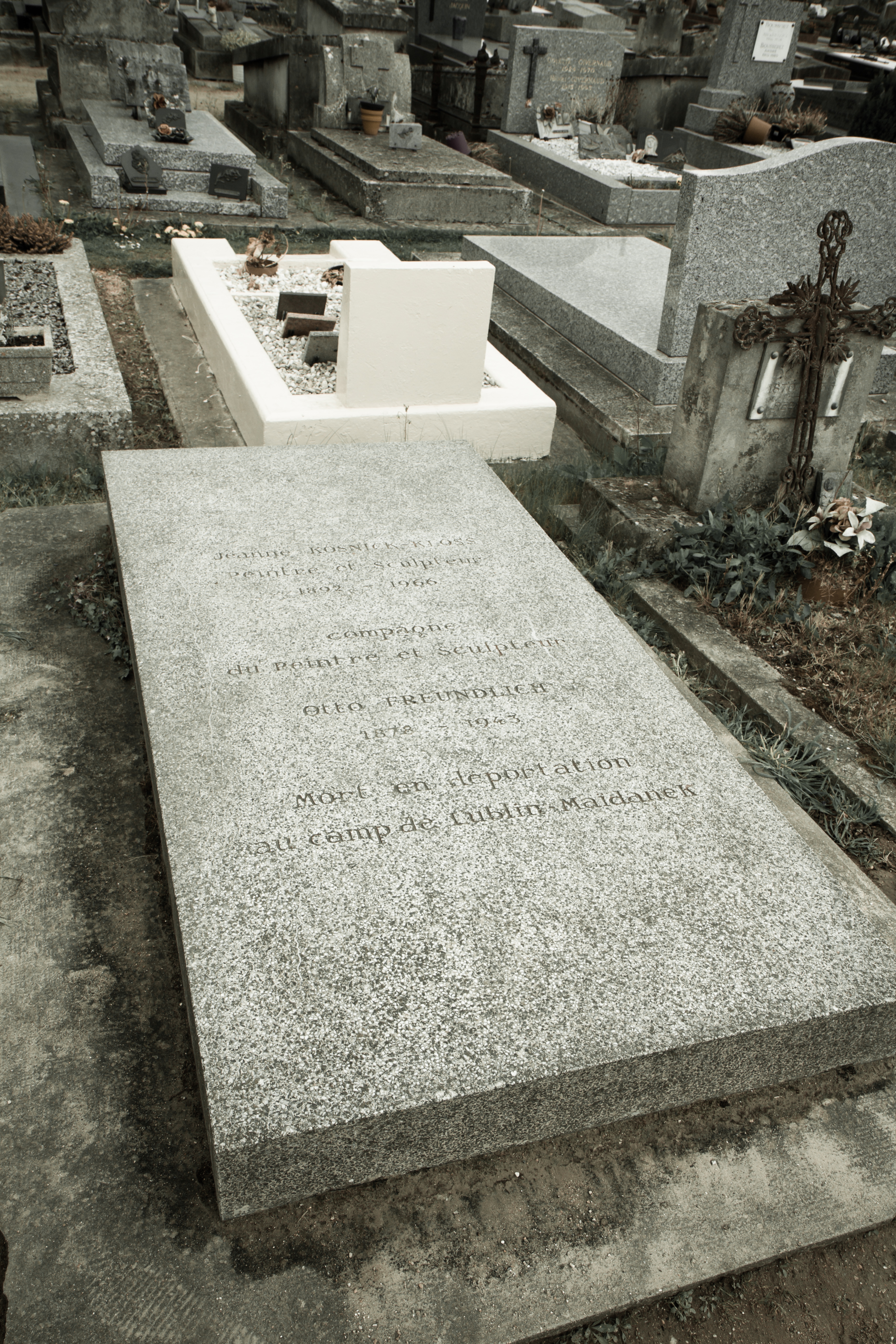
Cénotaphe de Freundlich et tombe de Jeanne Kosnick-Kloss.
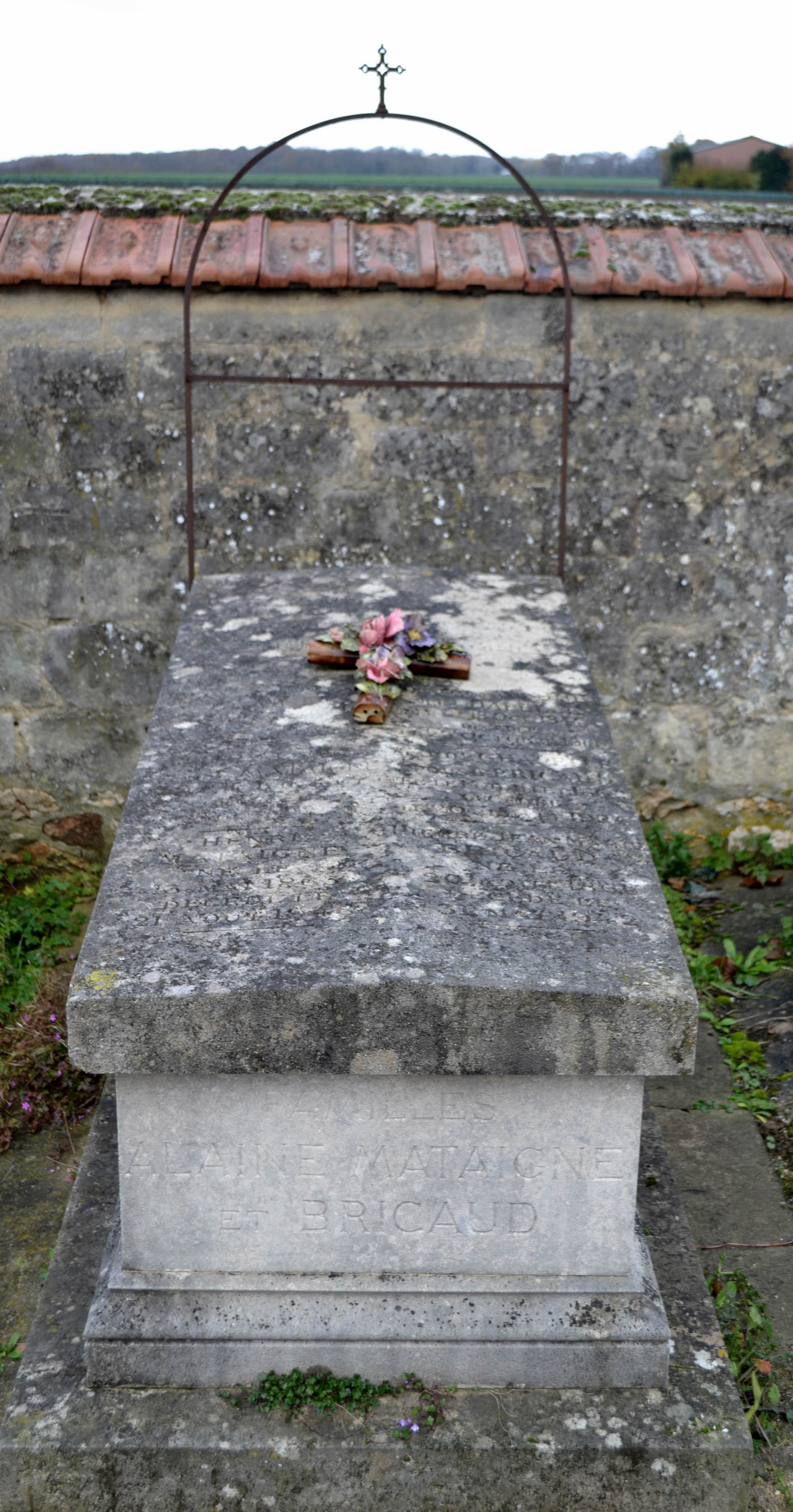
Sépulture d'Henri Mataigne (1863-1946), historien local.